# Supporting Caste
Albums de Propagandhi
Potemkin City Limits
(2005) Failed States
(2012)
Supporting Caste est le sixième album studio du groupe de punk rock canadien Propagandhi.

## Liste des chansons de l'album
| 1.    | Night Letters                               | 3:53  |
| 2.    | Supporting Caste                            | 4:58  |
| 3.    | Tertium Non Datur                           | 3:17  |
| 4.    | Dear Coach's Corner                         | 4:52  |
| 5.    | This Is Your Life                           | 1:04  |
| 6.    | Human(e) Meat (The Flensing of Sandor Katz) | 2:48  |
| 7.    | Potemkin City Limits                        | 3:49  |
| 8.    | The Funeral Procession                      | 4:15  |
| 9.    | Without Love                                | 3:50  |
| 10.   | Incalculable Effects                        | 2:09  |
| 11.   | The Banger's Embrace                        | 2:13  |
| 12.   | Last Will & Testament                       | 15:26 |
| 13.   | Come To The Sabbath (Chanson cachée)        |       |
| 52:24 |                                             |       |